# La Trinidad, Coicoyán de las Flores
La Trinidad är en ort i Mexiko.   Den ligger i kommunen Coicoyán de las Flores och delstaten Oaxaca, i den sydöstra delen av landet, 250 km söder om huvudstaden Mexico City. La Trinidad ligger 2 215 meter över havet och antalet invånare är 456.
Terrängen runt La Trinidad är huvudsakligen kuperad, men åt sydost är den bergig. Runt La Trinidad är det ganska tätbefolkat, med 62 invånare per kvadratkilometer. Närmaste större samhälle är San Vicente Zoyatlán, 11,1 km väster om La Trinidad. I omgivningarna runt La Trinidad växer huvudsakligen savannskog.